# Kimura Bin
 (avril 2023).
Si vous disposez d'ouvrages ou d'articles de référence ou si vous connaissez des sites web de qualité traitant du thème abordé ici, merci de compléter l'article en donnant les références utiles à sa vérifiabilité et en les liant à la section « Notes et références ».
Kimura Bin est un psychiatre japonais contemporain, spécialiste de la schizophrénie et auteur d'une approche phénoménologique qui s'appuie, entre autres, sur des concepts philosophiques spécifiquement japonais, notamment celui de l'aida (あいだ, littéralement « entre-deux »).

## Biographie
Bin Kimura est né en 1931 en Corée et a fait ses études à la faculté de médecine de Kyoto. Il découvre les travaux du psychanalyste suisse Ludwig Binswanger sur la schizophrénie et s'intéresse ensuite à Heidegger et Husserl et, parallèlement, à l'œuvre du philosophe Kitarō Nishida. Il est mort le 4 août 2021 à Kyoto âgé de 90 ans.
En poste à partir de 1963 à l’université de Nagoya, il mène des recherches sur la schizophrénie.

## Œuvre
Il publie son premier ouvrage Entre humain et humain. Approche japonaise de la psychiatrie, en 1972, où il fait déjà intervenir le concept philosophique japonais d’aida, lien qui lie l’individu à autrui et au monde. Il s’appuie également sur des éléments de la pensée du biologiste Viktor von Weizsäcker exposée dans son œuvre Der Gestaltkreis (Le Cercle de la forme) qu'il a traduit en japonais.
Pour Kimura, l’aida « intérieur » correspond à un Soi-même, qui reflète l'aida interpersonnel. La schizophrénie est alors une pathologie de la relation, donc de l’aida. Cette vision est d’autant plus pertinente au Japon, où l’individu se voit notamment comme partie du groupe social.
Bin Kimura est auteur d’une dizaine d’ouvrages, recourant au concept d’aida.